# Келли, Ким
Ким Ке́лли (англ. Kim Kelly; урождённая Ким Эклс, англ. Kim Ackles; род. 4 апреля, 1962, Галифакс, Новая Шотландия, Канада) — канадская кёрлингистка. Играет (в основном) на позиции третьего.
Двукратный чемпион мира (2001, 2004), вице-чемпион мира (2003). Пятикратный чемпион Канады (1999, 2001, 2002, 2003, 2004).
На данный момент единственная, кто на чемпионатах Канады попадал в состав «команд всех звёзд» (англ. All-Star Teams) на трёх разных позициях: на позиции первого в 1994, на позиции второго в 1992, на позиции третьего в 2001 и 2004.
В июне 2015 году ввёдена в Зал славы канадского кёрлинга вместе с долговременными партнёршами по команде скипа Колин Джонс — Мэри-Энн Арсено и Нэнси Делахант.

## Команды
| Сезон   | Четвёртый       | Третий            | Второй           | Первый            | Запасной                         | Турниры                                   |
| ------- | --------------- | ----------------- | ---------------- | ----------------- | -------------------------------- | ----------------------------------------- |
| 1988—89 | Колин Джонс     | Mary Mattatall    | Моника Мориарти  | Kelly Anderson    | Ким Эклс                         | ЧК 1989 (5-е место)                       |
| 1990—91 | Колин Джонс     | Mary Mattatall    | Ким Келли        | Nancy Reid        | Нэнси Делахант                   | ЧК 1991 (7-е место)                       |
| 1991—92 | Колин Джонс     | Mary Mattatall    | Ким Келли        | Sue Green         | Tara Phillips                    | ЧК 1992 (6-е место)                       |
| 1993—94 | Колин Джонс     | Kay Zink          | Angie Romkey     | Ким Келли         | Моника Мориарти                  | ЧК 1994 (7-е место)                       |
| 1995—96 | Колин Джонс     | Kay Zink          | Ким Келли        | Нэнси Делахант    | Моника Мориарти                  | ЧК 1996 (8-е место)                       |
| 1996—97 | Колин Джонс     | Helen Radford     | Ким Келли        | Нэнси Делахант    | Mary Mattatall                   | ЧК 1997 (11-е место)                      |
| 1998—99 | Колин Джонс     | Ким Келли         | Мэри-Энн Уэй     | Нэнси Делахант    | Лейни Питерс                     | ЧК 1999 · ЧМ 1999 (5-е место)             |
| 1999—00 | Колин Джонс     | Ким Келли         | Мэри-Энн Уэй     | Нэнси Делахант    | Лейни Питерс                     | ЧК 2000 (7-е место)                       |
| 2000—01 | Колин Джонс     | Ким Келли         | Мэри-Энн Арсено  | Нэнси Делахант    | Лейни Питерс (ЧК, ЧМ)            | ЧК 2001 · ЧМ 2001 · КООК 2001             |
| 2001—02 | Колин Джонс     | Ким Келли         | Мэри-Энн Арсено  | Нэнси Делахант    | Лейни Питерс                     | ЧК 2002 · ЧМ 2002 (4-е место)             |
| 2002—03 | Колин Джонс     | Ким Келли         | Мэри-Энн Арсено  | Нэнси Делахант    | Лейни Питерс (ЧК, ЧМ)            | КК 2003 (5 место) · ЧК 2003 · ЧМ 2003     |
| 2003—04 | Колин Джонс     | Ким Келли         | Мэри-Энн Арсено  | Нэнси Делахант    | Мэри Сью Рэдфорд (ЧК, ЧМ)        | КК 2004 · ЧК 2004 · ЧМ 2004               |
| 2004—05 | Колин Джонс     | Ким Келли         | Мэри-Энн Арсено  | Нэнси Делахант    | Мэри Сью Рэдфорд                 | ЧК 2005 (6-е место) КООК 2005 (8-е место) |
| 2005—06 | Колин Джонс     | Ким Келли         | Мэри-Энн Арсено  | Нэнси Делахант    | Мэри Сью Рэдфорд                 | ЧК 2006                                   |
| 2007—08 | Мэри-Энн Арсено | Ким Келли         | Лейни Питерс     | Нэнси Делахант    | Cheryl McBain                    | ЧК 2008 (6-е место)                       |
| 2010—11 | Нэнси Делахант  | Ким Келли         | Marsha Sobey     | Sally Saunders    |                                  |                                           |
| 2011—12 | Мэри-Энн Арсено | Стефани Маквайкар | Ким Келли        | Дженнифер Бакстер |                                  |                                           |
| 2012—13 | Мэри-Энн Арсено | Ким Келли         | Колин Джонс      | Дженнифер Бакстер | Нэнси Делахант                   | ЧК 2013 (7-е место)                       |
| 2013—14 | Мэри-Энн Арсено | Ким Келли         | Christie Gamble  | Дженнифер Бакстер |                                  |                                           |
| 2014—15 | Колин Джонс     | Ким Келли         | Мэри Сью Рэдфорд | Нэнси Делахант    |                                  | ЧКВ 2015                                  |
| 2015—16 | Колин Джонс     | Ким Келли         | Мэри Сью Рэдфорд | Нэнси Делахант    |                                  | ЧКВ 2016                                  |
| 2016—17 | Колин Джонс     | Ким Келли         | Мэри Сью Рэдфорд | Нэнси Делахант    |                                  | ЧМВ 2017 · тренер: Helen Radford          |
| 2018—19 | Джилл Бразерс   | Erin Carmody      | Sarah Murphy     | Jennifer Brine    | Ким Келли тренер: Taylor Ardiel  | ЧК 2019 (11 место)                        |
| 2020—21 | Джилл Бразерс   | Erin Carmody      | Jenn Brine       | Emma Logan        | Ким Келли тренер: Daryell Nowlan | ЧК 2021 (13 место)                        |

(скипы выделены полужирным шрифтом; см. также )

## Частная жизнь
Окончила Университет Дэлхаузи (Галифакс, Новая Шотландия). Работает фармацевтом (англ. pharmacist) в медицинском центре QEII Health Sciences Center, Capital Health (Галифакс, Новая Шотландия).
Отец, Роджер Эклс (англ. Roger Ackles), бывший военный, проживает в Амхерсте (Новая Шотландия, англ. Amherst) — Ким жила там у отца в 1980, — и Ким заезжает к нему, когда в местном кёрлинг-клубе Amherst Curling Club проходят соревнования, где она участвует (например, квалификационные турниры среди команд провинции Новая Шотландия на Чемпионат Канады по кёрлингу среди женщин).
Замужем. Муж — Майк Келли (англ. Mike Kelly), работает в фирме по продаже ликёров (англ. liquor representative). У них двое детей: сын (род. 1991) и дочь (род. 1994).